# SE-BAG
SE-BAG "Gripen" var beteckningen på ett flygplan av typen Douglas DC-3 som tillhörde det svenska flygbolaget AB Aerotransport (ABA) och som användes för kurirflygning (med bland annat kullager) mellan Sverige och Skottland från och med den 16 februari 1942 under andra världskriget. Vid denna tidpunkt var Sverige avskuret från Storbritannien, eftersom grannländerna Norge och Danmark var ockuperade av Tyskland och sjöfartslederna var spärrade förutom för lejdtrafiken som endast gick till andra neutrala länder. 
SE-BAG skadades den 20 juni 1942 av tyskt jaktflyg, men lyckades ta sig till Bromma flygplats. Den 22 oktober 1943 sköts flygplanet ned av ett tyskt nattjaktflygplan av typen Junkers Ju 88 under returresan från Skottland och havererade på Hållö sydsydväst om Smögen. 13 personer av 15 ombord på SE-BAG avled. Färdmekaniker Stig Grupp var den ende ur besättningen som överlevde, motorman Elon Olsson, Stockholm, var den ende passageraren som gjorde det. Nedskjutningen gjorde att ABA tillfälligt avbröt kurirflygningarna.